# 1929 en mathématiques
| Années des mathématiques : 1926 - 1927 - 1928 - 1929 - 1930 - 1931 - 1932    |
| Décennies des mathématiques : 1890 - 1900 - 1910 - 1920 - 1930 - 1940 - 1950 |

Cet article présente les faits marquants de l'année 1929 en mathématiques.

## Évènements
- Septembre : le mathématicien autrichien Kurt Gödel soumet la version finale de sa thèse de doctorat dans laquelle il démontre le théorème de complétude pour la logique du premier ordre[1].
- Le mathématicien allemand Kurt Mahler démontre que la constante de Prouhet-Thue-Morse est un nombre transcendant[2].
- Le mathématicien roumain Dimitrie Pompeiu évoque le problème de Pompeiu pour la première fois dans un article scientifique[3].

## Naissances
- 1er janvier : Melba Roy Mouton (morte en 1990), mathématicienne et informaticienne américaine.
- 30 mars : Ilya Piatetski-Shapiro (mort en 2009), mathématicien russe puis israélien.
- 8 avril : François Bruhat (mort en 2007), mathématicien français.
- 22 avril : Michael Atiyah (mort en 2019), mathématicien anglais, médaille Fields en 1966.
- 24 avril : Walter D. Munn (mort en 2008), mathématicien écossais.
- 22 mai : André Haefliger, mathématicien suisse.
- 28 mai : Hans Riesel (mort en 2014), mathématicien suédois.
- 29 mai : Günter Lumer (mort en 2005), mathématicien allemand et uruguayen.
- 7 juin : Aviezri Fraenkel, mathématicien et informaticien théoricien israélien.
- 14 juin : Bernard Vauquois (mort en 1985), mathématicien et informaticien français.
- 30 juin : Ülo Lumiste, mathématicien estonien.
- 16 juillet : Mileva Prvanović (morte en 2016), mathématicienne serbe.
- 17 juillet : Sergueï Godounov (mort en 2023), mathématicien russe.
- 5 août : Aravind Joshi (mort en 2017), informaticien mathématicien indien spécialiste de linguistique informatique.
- 12 août : Eleanor Jones, mathématicienne américaine.
- 1er octobre : Askold Ivanovitch Vinogradov (mort en 2005), mathématicien russe.
- 6 octobre : Christoph Scriba (mort en 2013), historien des mathématiques allemand.
- 12 octobre : Branko Grünbaum (mort en 2018), mathématicien croato-israélo-américain.
- 24 novembre : Alison Harcourt, mathématicienne et statisticienne australienne.
- 15 décembre : Iouri Prokhorov (mort en 2013), mathématicien soviétique et russe.

## Décès

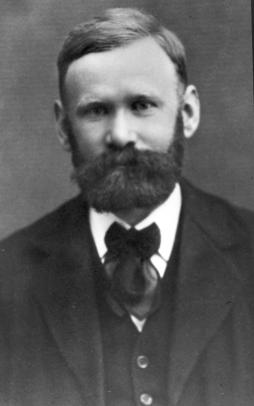
Agner Krarup Erlang

- 26 janvier : Constantin Le Paige (né en 1852), mathématicien belge.
- 3 février : Agner Krarup Erlang (né en 1878), mathématicien danois.
- 19 février : Joseph Boussinesq (né en 1842), hydraulicien et mathématicien français.
- 27 avril : Hōjō Tokiyuki (né en 1858), mathématicien et homme politique japonais.
- 2 juin : Otto Schreier (né en 1901), mathématicien autrichien.
- 12 juin  : Marie-Henri Andoyer  (né en 1862), astronome et mathématicien français.
- 15 juin : Trajan Lalesco (né en 1882), mathématicien et académicien roumain.
- 9 août : Pierre Fatou (né en 1878), mathématicien et astronome français.
- 24 août : Thomas John I'Anson Bromwich (né en 1875), mathématicien britannique.
- 4 octobre : Alain de Lanascol (né en 1867), mathématicien français.
- 25 décembre : Percy Alexander MacMahon (né en 1854), mathématicien britannique.
- 31 décembre : Onorato Nicoletti (né en 1872), mathématicien italien.

- Micaiah John Muller Hill (né en 1856), mathématicien anglais.